# فیتزروی جیمز هنری سامرست
فیتزروی جیمز هنری سامرست (انگلیسی: FitzRoy Somerset, 1st Baron Raglan; ۳۰ سپتامبر ۱۷۸۸ – ۲۸ ژوئن ۱۸۵۵) فرد نظامی اهل پادشاهی متحد بریتانیای کبیر و ایرلند بود. وی همچنین برندهٔ جوایزی همچون نشان حمام شده‌است.